# William Augustus Muhlenberg
Pour les articles homonymes, voir Muhlenberg.
William Augustus Muhlenberg (1796-1877) est un religieux et philanthrope américain.

## Biographie
William Augustus Muhlenberg est le premier dans sa famille d'origine allemande et de religion luthérienne dont la langue maternelle soit l'anglais. Il rejoint l'Église épiscopalienne et devient prêtre en 1820. Tout au long de sa vie, ses activités ont visé à adapter l'église à son nouvel environnement, à la fois plus urbain et plus industriel, en développant de nouveaux services pour la population. En 1820 à Lancaster, en Pennsylvanie, il fonde une école et une bibliothèque. Parti à Long Island, il fonde le Flushing Institute, qui s'agrandit en 1838 en devenant l'Université St. Paul. L'institut, expérience éducative novatrice, forme aussi bien ses élèves à la comptabilité qu'à l'entrée à l'université.
En 1845, il établit l'Église de la Sainte Communion (the Church of the Holy Communion) à New York, où il amplifie sa vision de l'Église moderne, et qui deviendra un exemple pour nombre de paroisses urbaines. Il élargit le type de services rendus à la communauté, de l'emploi à l'éducation et à la philanthropie.
Il fonde la Sisterhood of the Holy Communion, un ordre religieux qui a pour vocation de l'aider dans son travail social  et éducatif. Les services médicaux prirent de plus en plus d'importance. Dans un premier temps, il établit une infirmerie dans son église, puis il fonda l'Hôpital Saint Luc (Saint Luke's Hospital) à New York en 1858, dont il fut le premier directeur. En 1870, il mit en œuvre un projet de logements pour les ouvriers à Long Island. 
William Augustus Muhlenberg déployait dans toutes ses activités une vision englobante des devoirs et des tâches de l'église.